# Wolfgang Bechtold
Wolfgang Bechtold  (* 17. Dezember 1908 in Mannheim; † 13. Januar 1990 in Lörrach) war ein deutscher Jurist, Verwaltungsbeamter, Funktionär der Nationalsozialistischen Deutschen Arbeiterpartei (NSDAP) und Landrat im Kreis Lörrach.

## Ausbildung
Bechtold war von April 1927 bis Dezember 1928 Offizieranwärter in der Reichswehr und legte dort die Fahnenjunker-Prüfung ab. Er schied aber krankheitsbedingt aus. Bechtold begann daraufhin ein Jura-Studium, welches er 1933 mit der Ersten und 1936 mit der Zweiten juristischen Staatsprüfung absolvierte.

## Karriere in der Zeit des Nationalsozialismus
Wolfgang Bechtold trat zum 1. Mai 1933 der NSDAP bei (Mitgliedsnummer 2.261.320). Im Juli 1936 trat er nach Beendigung seines Studiums seinen Dienst in der badischen Innenverwaltung an. Vom Oktober 1936 an war Bechtold beurlaubt und zum Dienst im Stab Rudolf Heß’ in München abgeordnet. Er war somit auch ein direkter Untergebener Martin Bormanns.
Im Oktober 1937 wurde er zum Reichswirtschaftsministerium nach Berlin abgeordnet. Ab September 1938 war er in der Position eines Regierungsrats offiziell erneut in der badischen Innenverwaltung tätig, wurde aber bereits im Oktober wieder zum Stab Heß’ abgeordnet.
Von 1940 bis 1945 war Bechtold in der durch die deutsche Besatzung konstituierten kommunalen Verwaltung des Elsass tätig, zunächst als Landkommissar in Rappoltsweiler dann als Landrat in Marckolsheim. Ende Januar 1945 floh er nach Südbaden.

## Nachkriegszeit und Landrat in Lörrach
Nach Kriegsende war Wolfgang Bechtold 1945 kurzzeitig als kommissarischer Landrat von Emmendingen tätig. 1951 wurde er Landrat in Kehl, bevor er 1955 die Stelle des Landrates im Kreis Lörrach antrat. Diese hatte er bis zu seiner Pensionierung zum Jahreswechsel 1972/1973 inne.
Als Landrat von Lörrach setzte Bechtold in verschiedenen Bereichen Schwerpunkte. Während der baden-württembergischen Kreisreform von 1973 setzte er sich erfolgreich für den Bestand des Landkreises Lörrach ein. Bechtold förderte in seiner Amtszeit insbesondere verschiedene größere Bauprojekte im Landkreis. So etwa den Straßenausbau, um zu einer Stärkung des ländlichen Raumes beizutragen, oder den Bau des Kreisaltersheims in Weil am Rhein bzw. des Pflegeheims im Schopfheimer Ortsteil Wiechs. Er wohnte zuletzt in Lörrach.